# Letland op de Olympische Spelen

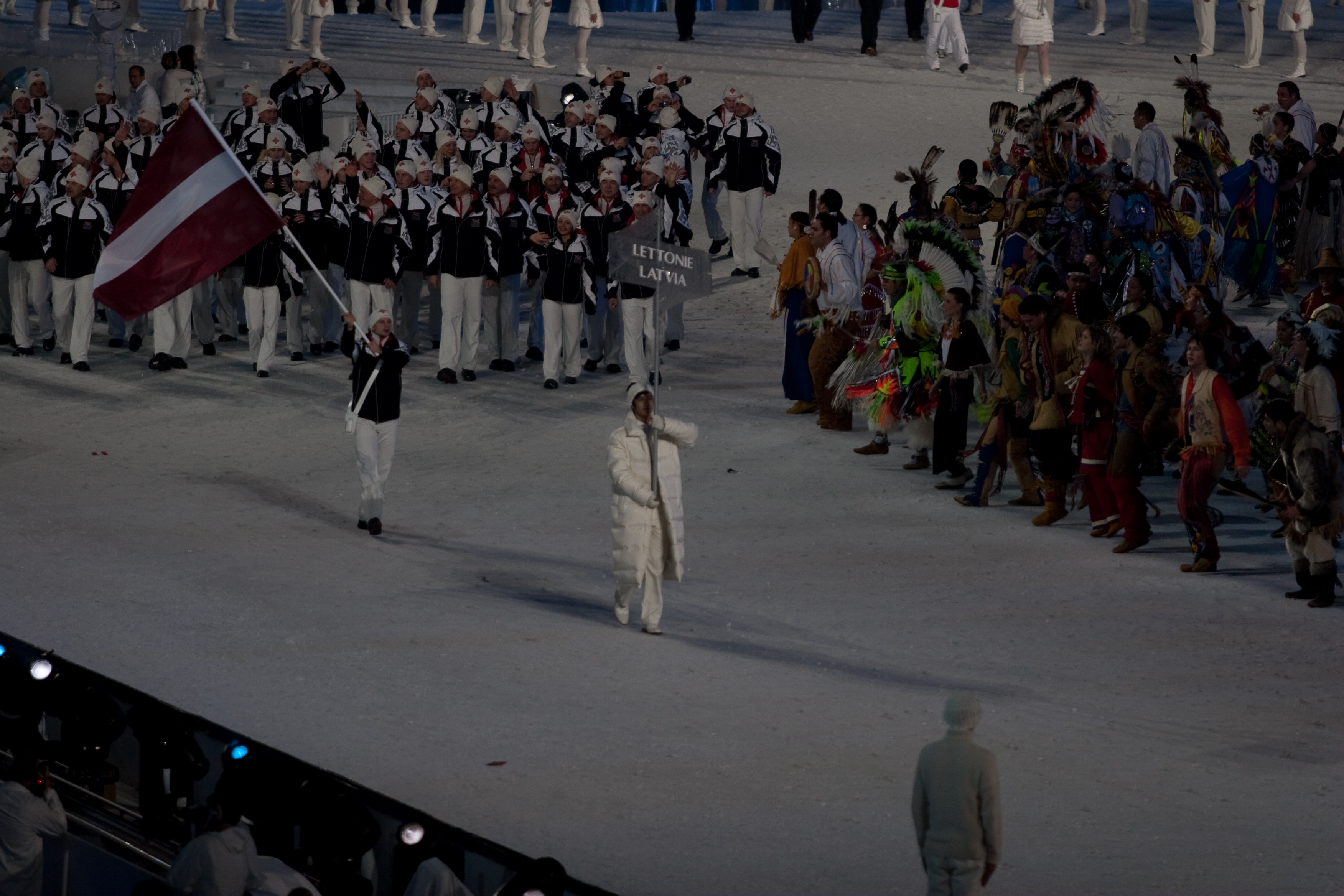
De Letse ploeg bij de opening van de Olympische Winterspelen 2010

Letland is een van de landen die deelneemt aan de Olympische Spelen. Letland debuteerde op de Winterspelen van 1924. In datzelfde jaar kwam het voor het eerst uit op de Zomerspelen.
Van 1948 tot en met 1988 was het land als de SSR Letland onderdeel van de Sovjet-Unie en namen de Letten (eventueel) deel als lid van het Sovjetteam. Vanaf 1992 nam het weer als onafhankelijk land deel aan de Spelen.
Parijs was voor Letland voor de dertiende deelname aan de Zomerspelen, in 2022 werd voor de twaalfde keer deelgenomen aan de Winterspelen. Het is een van de 44 landen die zowel op de Winter- als de Zomerspelen een medaille behaalde.

## Medailles en deelnames
Er werden 30 medailles behaald, negen bij de Winterspelen en 21 bij de Zomerspelen.

### Overzicht
De tabel geeft een overzicht van de jaren waarin werd deelgenomen, het aantal gewonnen medailles en de eventuele plaats in het medailleklassement.
| Zomerspelen | Zomerspelen | Zomerspelen | Zomerspelen | Zomerspelen | Zomerspelen |        | Winterspelen | Winterspelen | Winterspelen | Winterspelen | Winterspelen | Winterspelen |
| Jaar        | Goud        | Zilver      | Brons       | Totaal      | Rang        | Jaar   | Goud         | Zilver       | Brons        | Totaal       | Rang         |              |
| 1924        | 0           | 0           | 0           | 0           | -           | 1924   | 0            | 0            | 0            | 0            | -            |              |
| 1928        | 0           | 0           | 0           | 0           | -           | 1928   | 0            | 0            | 0            | 0            | -            |              |
| 1932        | 0           | 1           | 0           | 1           | 22          | 1932   | -            | -            | -            | -            | -            |              |
| 1936        | 0           | 1           | 1           | 2           | 24          | 1936   | 0            | 0            | 0            | 0            | -            |              |
| 1948        | -           | -           | -           | -           | -           | 1948   | -            | -            | -            | -            | -            |              |
| 1952        | -           | -           | -           | -           | -           | 1952   | -            | -            | -            | -            | -            |              |
| 1956        | -           | -           | -           | -           | -           | 1956   | -            | -            | -            | -            | -            |              |
| 1960        | -           | -           | -           | -           | -           | 1960   | -            | -            | -            | -            | -            |              |
| 1964        | -           | -           | -           | -           | -           | 1964   | -            | -            | -            | -            | -            |              |
| 1968        | -           | -           | -           | -           | -           | 1968   | -            | -            | -            | -            | -            |              |
| 1972        | -           | -           | -           | -           | -           | 1972   | -            | -            | -            | -            | -            |              |
| 1976        | -           | -           | -           | -           | -           | 1976   | -            | -            | -            | -            | -            |              |
| 1980        | -           | -           | -           | -           | -           | 1980   | -            | -            | -            | -            | -            |              |
| 1984        | -           | -           | -           | -           | -           | 1984   | -            | -            | -            | -            | -            |              |
| 1988        | -           | -           | -           | -           | -           | 1988   | -            | -            | -            | -            | -            |              |
| 1992        | 0           | 2           | 1           | 3           | 40          | 1992   | 0            | 0            | 0            | 0            | -            |              |
| 1996        | 0           | 1           | 0           | 1           | 61          | 1994   | 0            | 0            | 0            | 0            | -            |              |
| 2000        | 1           | 1           | 1           | 3           | 44          | 1998   | 0            | 0            | 0            | 0            | -            |              |
| 2004        | 0           | 4           | 0           | 4           | 58          | 2002   | 0            | 0            | 0            | 0            | -            |              |
| 2008        | 1           | 1           | 1           | 3           | 46          | 2006   | 0            | 0            | 1            | 1            | 26           |              |
| 2012        | 1           | 0           | 1           | 2           | 49          | 2010   | 0            | 2            | 0            | 2            | 23           |              |
| 2016        | 0           | 0           | 0           | 0           | -           | 2014   | 0            | 2            | 2            | 4            | 23           |              |
| 2020        | 1           | 0           | 1           | 2           | 59          | 2018   | 0            | 0            | 1            | 1            | 28           |              |
| 2024        | 0           | 0           | 0           | 0           | -           | 2022   | 0            | 0            | 1            | 1            | 27           |              |
| Totaal      | 4           | 11          | 6           | 21          |             | Totaal | 0            | 4            | 5            | 9            |              |              |
| Tot. Z+W    | 4           | 15          | 11          | 30          |             |        |              |              |              |              |              |              |

### Winterspelen
Op de Winterspelen werden acht medailles behaald in drie olympische sportdisciplines. De eerste, een bronzen, werd in 2006 behaald in het rodelen door Mārtiņš Rubenis bij de mannen individueel. In 2010 werden er twee zilveren medailles veroverd, een door de gebroeders Andris Šics en Juris Šics (dubbelrodel) en een door Martins Dukurs in skeleton. Op de OS van 2014 volgden vier medailles. In het bobsleeën behaalde de viermansbob een zilveren medaille. In het rodelen behaalden de broers Šics weer een medaille op de dubbelrodel, ditmaal brons. Zij behaalden ook nog brons met het estafette team samen met Mārtiņš Rubenis en Elīza Tīruma die als tweede vrouw een olympische medaille won en de eerste was bij de Winterspelen. In het skeleton behaalde Martins Dukurs wederom een zilveren medaille. Op de Winterspelen van 2018 volgde de achtste medaille, in de tweemansbob behaalden Oskars Melbārdis en Jānis Strenga de bronzen medaille, hun tweede na de zilveren in de viermansbob in 2014.
| Jaar | Sport     | Olympiër                                                         | Onderdeel       | Medaille |
| ---- | --------- | ---------------------------------------------------------------- | --------------- | -------- |
| 2006 | Rodelen   | Mārtiņš Rubenis                                                  | individueel (m) | Brons    |
| 2010 | Rodelen   | Andris Šics Juris Šics                                           | dubbel (m)      | Zilver   |
| 2010 | Skeleton  | Martins Dukurs                                                   | mannen          | Zilver   |
| 2014 | Bobsleeën | Daumants Dreiškens Oskars Melbārdis Jānis Strenga Arvis Vilkaste | viermansbob     | Zilver   |
| 2014 | Rodelen   | Andris Šics Juris Šics                                           | dubbels         | Brons    |
| 2014 | Rodelen   | Elīza Tīruma Mārtiņš Rubenis Andris Šics Juris Šics              | estafette       | Brons    |
| 2014 | Skeleton  | Martins Dukurs                                                   | mannen          | Zilver   |
| 2018 | Bobsleeën | Oskars Melbārdis Jānis Strenga                                   | tweemansbob     | Brons    |

### Zomerspelen
De 21 medailles op de Zomerspelen werden in elf olympische sportdisciplines behaald. De eerste drie, drie zilveren, werden in de periode voor het Sovjettijdperk behaald. De eerste olympische titel werd in 2000 door turner Igors Vihrovs behaald op het onderdeel vloer, in 2008 en 2012 voegde Māris Štrombergs in de wielersport discipline BMX er een tweede en derde aan toe. Een vierde gouden medaille volgde op de Spelen an 2020 op het nieuwe onderdeel 3x3 basketbal. De eerste vrouw -en enige op de Zomerspelen- die een medaille won is Jeļena Rubļevska, zij behaalde in 2004 de zilveren medaille in de moderne vijfkamp. Meervoudige medaillewinnaars naast Māris Štrombergs zijn de kanovaarder Ivan Klementjev, die in 1992 en 1996 zilver won, en gewichtheffer Viktors Ščerbatihs, die in 2004 zilver en in 2008 brons won.
| Jaar | Sport            | Olympiër                                                  | Onderdeel                             | Medaille |
| ---- | ---------------- | --------------------------------------------------------- | ------------------------------------- | -------- |
| 1932 | Atletiek         | Jānis Daliņš                                              | 50 km snelwandelen (m)                | Zilver   |
| 1936 | Atletiek         | Adalberts Bubenko                                         | 50 km snelwandelen (m)                | Zilver   |
| 1936 | Worstelen        | Edvīns Bietags                                            | grieks-gomeins, half-zwaargewicht (m) | Zilver   |
| 1992 | Kanovaren        | Ivan Klementjev                                           | C1 1000 m (m)                         | Zilver   |
| 1992 | Schietsport      | Afanasijs Kuzmins                                         | snelvuurpistool, 25 m (m)             | Zilver   |
| 1992 | Wielersport      | Dainis Ozols                                              | wegwedstrijd (m)                      | Brons    |
| 1996 | Kanovaren        | Ivan Klementjev                                           | C1 1000 m (m)                         | Zilver   |
| 2000 | Atletiek         | Aigars Fadejevs                                           | 50 km snelwandelen (m)                | Zilver   |
| 2000 | Judo             | Vsevolods Zeļonijs                                        | lichtgewicht (m)                      | Brons    |
| 2000 | Turnen           | Igors Vihrovs                                             | vloer (m)                             | Goud     |
| 2004 | Atletiek         | Vadims Vasiļevskis                                        | speerwerpen (m)                       | Zilver   |
| 2004 | Gewichtheffen    | Viktors Ščerbatihs                                        | superzwaargewicht (+105 kg) (m)       | Zilver   |
| 2004 | Moderne vijfkamp | Jeļena Rubļevska                                          | individueel (v)                       | Zilver   |
| 2004 | Turnen           | Jevgēņijs Saproņenko                                      | sprong (m)                            | Zilver   |
| 2008 | Atletiek         | Ainars Kovals                                             | speerwerpen (m)                       | Zilver   |
| 2008 | Gewichtheffen    | Viktors Ščerbatihs                                        | superzwaargewicht (+105 kg) (m)       | Brons    |
| 2008 | Wielersport      | Māris Štrombergs                                          | bmx (m)                               | Goud     |
| 2012 | Wielersport      | Māris Štrombergs                                          | bmx (m)                               | Goud     |
| 2012 | Volleybal        | Mārtiņš Pļaviņš Jānis Šmedinš                             | beachvolleybal (m)                    | Brons    |
| 2020 | Basketbal        | Agnis Čavars Edgars Krūmiņš Kārlis Lasmanis Nauris Miezis | 3x3 (m)                               | Goud     |
| 2020 | Gewichtheffen    | Artūrs Plēsnieks                                          | zwaargewicht (-109 kg) (m)            | Brons    |

Afghanistan · Albanië · Algerije · Amerikaans-Samoa · Amerikaanse Maagdeneilanden · Andorra · Angola · Antigua en Barbuda · Argentinië · Armenië · Aruba · Australië · Azerbeidzjan · Bahama's · Bahrein · Bangladesh · Barbados · België · Belize · Benin · Bermuda · Bhutan · Bolivia · Bosnië en Herzegovina · Botswana · Brazilië · Britse Maagdeneilanden · Brunei · Bulgarije · Burkina Faso · Burundi · Cambodja · Canada · Centraal-Afrikaanse Republiek · Chili · China · Chinees Taipei · Colombia · Comoren · Congo-Brazzaville · Congo-Kinshasa · Cookeilanden · Costa Rica · Cuba · Cyprus · Denemarken · Djibouti · Dominica · Dominicaanse Republiek · Duitsland · Ecuador · Egypte · El Salvador · Equatoriaal-Guinea · Eritrea · Estland · Ethiopië · Fiji · Filipijnen · Finland · Frankrijk · Gabon · Gambia · Georgië · Ghana · Grenada · Griekenland · Groot-Brittannië · Guam · Guatemala · Guinee · Guinee-Bissau · Guyana · Haïti · Honduras · Hongarije · Hongkong · Ierland · IJsland · India · Indonesië · Irak · Iran · Israël · Italië · Ivoorkust · Jamaica · Japan · Jemen · Jordanië · Kaaimaneilanden · Kaapverdië · Kameroen · Kazachstan · Kenia · Kirgizië · Kiribati · Koeweit · Kosovo · Kroatië · Laos · Lesotho · Letland · Libanon · Liberia · Libië · Liechtenstein · Litouwen · Luxemburg · Madagaskar · Malawi · Malediven · Maleisië · Mali · Malta · Marokko · Marshalleilanden · Mauritanië · Mauritius · Mexico · Micronesië · Moldavië · Monaco · Mongolië · Montenegro · Mozambique · Myanmar · Namibië · Nauru · Nederland · Nepal · Nicaragua · Nieuw-Zeeland · Niger · Nigeria · Noord-Korea · Noord-Macedonië · Noorwegen · Oeganda · Oekraïne · Oezbekistan · Oman · Oost-Timor · Oostenrijk · Pakistan · Palau · Palestina · Panama · Papoea-Nieuw-Guinea · Paraguay · Peru · Polen · Portugal · Puerto Rico · Qatar · Roemenië · Rusland · Rwanda · Saint Kitts en Nevis · Saint Lucia · Saint Vincent en de Grenadines · Salomonseilanden · Samoa · San Marino · Saoedi-Arabië · Sao Tomé en Principe · Senegal · Servië · Seychellen · Sierra Leone · Singapore · Slovenië · Slowakije · Somalië · Spanje · Sri Lanka · Soedan · Suriname · Swaziland · Syrië · Tadzjikistan · Tanzania · Thailand · Togo · Tonga · Trinidad en Tobago · Tsjaad · Tsjechië · Tunesië · Turkije · Turkmenistan · Tuvalu · Uruguay · Vanuatu · Venezuela · Verenigde Arabische Emiraten · Verenigde Staten · Vietnam · Wit-Rusland · Zambia · Zimbabwe · Zuid-Afrika · Zuid-Korea · Zuid-Soedan · Zweden · Zwitserland
Historische landen: Bohemen · Bondsrepubliek Duitsland · Brits-Indië · Duitse Democratische Republiek · Joegoslavië · Malaya · Nederlandse Antillen · Noord-Borneo · Noord-Jemen · Saarland · Servië en Montenegro · Sovjet-Unie · Tsjecho-Slowakije · West-Indische Federatie · Zuid-Jemen
Bijzondere deelnames: Onafhankelijke olympische atleten · Vluchtelingenteam 
 Australazië · Duits Eenheidsteam · Gemengd team · Gezamenlijk Team